# Théoxène
 (décembre 2020).

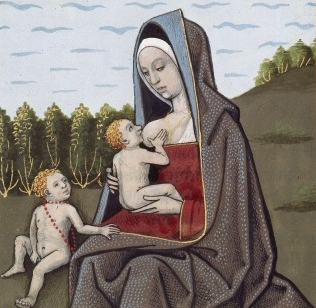
Théoxène avec deux enfants

Théoxène est la fille du prince Hérodique, parmi les personnalités les plus respectées à la tête de la Thessalie. Elle est née entre -238 et -179 av. J.-C.

## Biographie
Le roi Philippe V de Macédoine, en prévision d'une guerre contre Rome, avait ordonné l'évacuation de la plupart des villes côtières de Thessalie. Les habitants devaient être déplacés en petits groupes en Péonie, une région de l'intérieur appelée plus tard Émathie. Cela avait suscité de profonds mécontentements parmi les déplacés. Philippe les avait assassinés, ainsi que leurs fils, de peur qu'ils ne complotassent plus tard contre lui. La brutalité de Philippe avait été dévastatrice pour la famille de Théoxène et de sa sœur. Leurs parents et plus tard leurs maris avaient été tués par Philippe. Théoxène et Archo ont chacune des enfants en bas âge lorsqu'elles deviennent veuves.
Théoxène a plusieurs demandes de mariage émanant de princes, mais les refuse toutes. Archo épouse un homme appelé Poris, un habitant d'Aenéa. Ils ont plusieurs enfants, mais elle meurt alors que les enfants sont en bas-âge. Afin que les enfants d'Archo puissent être élevés correctement et ne pas tomber entre les mains d'une autre belle-mère, Théoxène épouse Poris, le mari de sa sœur. Cela plus pour la protection de ses enfants, ses nièces et neveux, que pour son propre bénéfice.

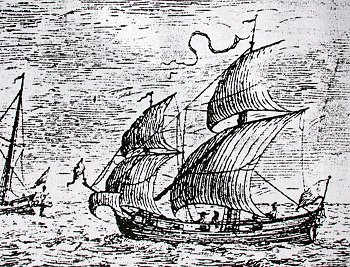

Quand elle a connaissance de la décision du roi Philippe d'arrêter les enfants de ceux qu'il a tués auparavant, elle est convaincue que les garçons seraient victimes des mésactions du roi. Elle imagine un plan terrible et ose dire qu'elle préférerait tuer les enfants innocents de ses propres mains plutôt que les laisser tomber au pouvoir de Philippe. Poris, le père des enfants, est horrifié par la seule évocation d'un tel acte. Il déclare qu'il enverrait les enfants chez des amis de confiance à Athènes et les accompagnerait dans leur fuite.
Un jour, Théoxène et Poris se rendent à une cérémonie à Aenia en Thessalonique. Il y était célébré avec grande magnificence comme tous les quatre ans un spectacle en l'honneur d'Enée, le fondateur de la ville. Après avoir passé la journée à la fête rituelle, ils attendent minuit quand tout est endormi. Poris attend caché à bord d'un navire. Ils font semblant de retourner à Thessalonique, mais leur objectif est de traverser l'Eubée, un endroit sûr pour les enfants.
Les choses ne se déroulent pas comme prévu. Un vent contraire oblige les rameurs à pagayer pour s'enfuir, mais en vain, ils sont forcés de regagner la rive d'où ils venaient. À la lumière du jour, les soldats de garde au port du roi Philippe les aperçoivent. Philippe ordonne de saisir le navire où Théoxène et sa famille sont embarqués. Ses ordres sont stricts : les gardes sont punis de mort s'ils ne reviennent pas sans Théoxène et sa famille.
Pendant ce temps, Poris exhorte les rameurs à s'échapper. Il lève de temps en temps les mains au ciel et implore les dieux de l'aider. Théoxène, l'esprit indomptable, se replie sur le but qu'elle s'était fixé depuis longtemps, et prépare du poison. Elle place la coupe de manière à être vue des enfants, ainsi que quelques poignards. Elle déclare : 

« La mort seule peut nous libérer. Voici deux manières d'y parvenir. Choisissez chacun ce que vous préférez comme moyen d'échapper à la tyrannie du roi. Venez, les aînés, soyez les premiers à saisir le couteau - ou si vous voulez mourir plus lentement, buvez du poison. »

D'un côté, les navires ennemis s'approchent. De l'autre, la mère incite ses enfants à mourir. Certains choisissent la mort, d'autres non. Ceux qui optent pour le poison sont jetés encore vivants par-dessus bord. Puis Théoxène saisit son mari par les bras et ensemble ils tombent à l'eau. Les marins de Philippe s'emparent d'un navire sans personne à bord.